# Marquesado de Albudeyte
El marquesado de Albudeyte es un título nobiliario español creado por el rey Felipe V el 31 de agosto de 1711 a favor de José Rodrigo de Puxmarín y Fajardo, con grandeza de España personal, II conde de Montealegre, hijo de José Rodrigo de Puxmarín y Fajardo, señor de Montealegre de Campos, y de su esposa Josefa Puxmarín y Fajardo, I condesa de Montealegre. El rey Alfonso XIII concedió la grandeza de España perpetua el 13 de diciembre de 1910 al VIII marqués, Juan Armero y Castrillo, que fue quién rehabilitó el título en ese año.

## Denominación
Su denominación hace referencia al municipio de Albudeite (Murcia), aunque el título nobiliario se denomine "Albudeyte".

## Marqueses de Albudeyte

Antiguo escudo de Albudeite (Murcia).

|                                 | Titular                                       | Periodo               |
| Creación por Felipe V           | Creación por Felipe V                         | Creación por Felipe V |
| ------------------------------- | --------------------------------------------- | --------------------- |
| I                               | José Rodrigo de Puxmarín y Fajardo            | 1711-1721             |
| II                              | Rodrigo de Puxmarín Fajardo y Ortega          | 1721-1733             |
| III                             | Josefa de Puxmarín y Rocafull                 | 1733-1768             |
| IV                              | María Antonia Teijeiro-Valcárcel de Rocafull  | 1768-1805             |
| V                               | Ana Agapita Valda y Teijeiro de Valcárcel     | 1805                  |
| VI                              | José Eusebio Bernuy y Valda                   | 1805-1855             |
| VII                             | Francisco de Paula Bernuy y Osorio de Moscoso | 1855-1873             |
| Rehabilitación por Alfonso XIII |                                               |                       |
| VIII                            | Juan Armero y Castrillo                       | 1910-1948             |
| IX                              | María Josefa Armero y Castrillo               | 1955-1961             |
| X                               | José Ramón de la Lastra y Hoces               | 1961-1976             |
| XI                              | José Ramón de la Lastra y Rubio               | 1976-2022             |

## Historia de los marqueses de Albudeyte
- José Rodrigo de Puxmarín y Fajardo (m. 20 de octubre de 1721) , I marqués de Albudeyte, grande de España[1] y II conde de Montealegre.

Casó el 17 de febrero de 1712 con María Jerónima de Ortega y Sandoval, hija de Gabriel Ortega y Guerrero de Luna, II marqués de Valdeguerrero y de su primera esposa, María Josefa de Sandoval y Zambrana. Le sucedió su hijo:
- Rodrigo de Puxmarín Fajardo y Ortega, II marqués de Albudeyte[1] y III conde de Montealegre.

Sin descendientes. En 1733 cedió el título a su hermana:
- Josefa de Puxmarín y Rocafull (1716-1791), III marquesa de Albudeyte[1] y IV condesa de Montealegre.

Casó en primeras nupcias con Joaquín de Arce Luján y Colón de Larreátegui (m. 1744). Contrajo un segundo matrimonio el 2 de mayo de 1744 con Luis Bernardo Teijeiro de Valcárcel y Vozmediano (m. 25 de octubre de 1766). Le sucedió, de su segundo matrimonio, su hija a quien cedió el título en 1768.
- María Antonia Teijeiro-Valcárcel de Rocafull (1747-2 de enero de 1805), IV marquesa de Albudeyte[1] y V condesa de Montealegre.

Casó el 29 de marzo de 1779 en Fuencarral con José Joaquín Valda y Maldonado (m. 8 de abril de 1826), VIII marqués de Valparaíso, grande de España, V marqués de Busianos, IX vizconde de Santa Clara de Avedillo, teniente general de los Reales Ejércitos, Gran Cruz de Carlos III. Le sucedió su hija:
- Ana Agapita Valda y Teijeiro de Valcárcel (1784-4 de marzo de 1854), V marquesa de Albudeyte,[1] IX marquesa de Valparaíso, grande de España,[3] marquesa de Villahermosa, VI marquesa de Busianos, VI condesa de Montealegre[4] y X vizcondesa de Santa Clara de Avedillo.

Casó con Francisco de Paula Bernuy y Valda, marqués de Benamejí, teniente general de los Reales Ejércitos, director del Real Cuerpo de Guardias de Corps, Gran Cruz de Carlos III y de Isabel la Católica.  En 1805 cedió el título a su hijo:
- José Eusebio Bernuy y Valda (1804-Londres, 24 de abril de 1856), VI marqués de Albudeyte,[1] X marqués de Valparaíso, grande de España,[3] VII marqués de Busianos, VII conde de Montealegre y coronel del Real Cuerpo de Guardias de Corps.[4]

Casó con María Antonia Osorio de Moscoso y Ponce de León (m. 1877). En 1855 cedió el título a su hijo que le sucedió en 1857:
- Francisco de Paula Bernuy y Osorio de Moscoso (Madrid, 24 de enero de 1824-9 de agosto de 1873), VII marqués de Albudeyte,[1] XI marqués de Valparaíso, grande de España[3]  y VIII conde de Montealegre.

Le sucedió un pariente de una rama colateral:
Rehabiltado en 1910
- Juan Armero y Castrillo (1883-1948), VIII marqués de Albudeyte, grande de España,[1][5] gentilhombre de cámara con ejercicio y servidumbre del rey Alfonso XIII, hijo de Francisco Armero y Díaz, II marqués del Nervión y de Pastora Castrillo y Medina.

Sin descendientes. Le sucedió su hermana:
- María Josefa Armero y Castrillo, IX marquesa de Albudeyte, grande de España,[1] IV marquesa del Nervión y II vizcondesa de Bernuy.

Contrajo matrimonio con Lorenzo Domínguez y Pascual. Sin descendientes. Solo fue marquesa de Albudeyte, desde 1955 a 1961, año en que por sentencia de mejor derecho fue desposeída del título. El título de marqués de Albudeyte se adjudicó a:
- José Ramón de la Lastra y Hoces (Córdoba, 19 de septiembre de 1900-Córdoba, 12 de enero de 1977),[7] X marqués de Albudeyte, grande de España,[6][1] VI conde de Cañete de las Torres,[7][8] marqués de Ugena de la Lastra (rehabilitación 14 de marzo de 1955),[9] caballero de la Orden de Malta y licenciado en Derecho.[7] Era hijo de Antonio de Lastra y Romero de Tejada, VI marqués de Torrenueva, y de Ángela de Hoces y Losada.[7]

Casó el 19 de marzo de 1933 con Elisa Rubio Rodríguez (m. 16 de febrero de 1989). En 1976 le sucedió, por distribución, su hijo:
- José Ramón de la Lastra y Rubio, (Córdoba, 17 de marzo de 1936[7]-Madrid, 25 de marzo de 2022),[10] XI marqués de Albudeyte, grande de España,[1][11] marqués de Ugena de la Lastra,[12] maestrante de Granada, caballero de la Orden de Malta y de la Orden de Calatrava.[7]

Casó, en Granada, el 9 de julio de 1965, con María Luisa Moreno de Barreda y Moreno. Su hijo José Ramón de Lastra Moreno de Barreda ha solicitado la sucesión en el marquesado.